# Riichi Yokomitsu
Riichi Yokomitsu (横光 利一 Yokomitsu Riichi?) (n. 17 martie 1898, Aizuwakamatsu, Japonia – d. 30 decembrie 1947, Tokyo⁠(d), Tōkyō, Japonia) a fost un scriitor japonez experimental, modernist.
Yokomitsu a început să publice pe cont propriu (în dōjinshi) lucrări precum Machi ("Strada") și Tō ("Turnul") după ce a intrat la Universitatea Waseda în 1916. În 1923 a publicat Nichirin ("Soarele"), Hae ("Musca") și multe alte lucrări în revista Bungeishunjū, care l-a consacrat. Anul următor a scos, alături de Yasunari Kawabata și de alți scriitori, revista Bungei-Jidai (Epoca artelor literare). Yokomitsu și ceilalți scriitori implicați în scoaterea revistei au fost numiți colectiv Shinkankakuha sau Școala Noilor Observatori (Școala Neosenzualistă), având un interes deosebit în obiectivitatea științifică și sentimentală.

## Lucrări
- Mașinăria (Kikai) (1930)